# Wolf von Schierbrand
Wolf Reinhold von Schierbrand (* 4. Oktober 1851 in Dresden; † 1920) war ein aus Sachsen stammender US-amerikanischer Journalist und Autor. Er war 1898 der erste für die Associated Press in Deutschland tätige Korrespondent.

## Leben
Wolf von Schierbrand war ein Sohn des königlich sächsischen Bauamtmanns Reinhold Curt von Schierbrand (1816–1857) und dessen aus Greifenberg in Pommern stammenden Ehefrau Luise, geb. Vogel. Der königlich niederländische General-Lieutenant Wolf Curt von Schierbrand war ein Onkel von ihm.
Nach Ende seiner schulischen Ausbildung studierte er an der Ruprecht-Karls-Universität Heidelberg sowie an der Universität Leipzig und wurde 1872 zum Dr. phil. promoviert. Im Jahre 1872 wanderte er in die Vereinigten Staaten von Amerika aus und arbeitete dort bis 1876 als Sprachlehrer und von 1876 bis 1877 als Klassenlehrer in der New Yorker Privatschule von Elie Charlier.
Von 1877 bis 1901 wirkte er als Journalist und Zeitschriftenautor. Dabei wurde er 1894 Korrespondent der New-York Evening Post und war 1898 der erste für die Associated Press in Deutschland tätige Korrespondent. Nach 1901 betätigte er sich hauptsächlich als Buchautor und Übersetzer und verfasste nebenher weiter Beiträge für diverse Zeitungen und Zeitschriften.
Schierbrand war ab 1885 mit Anna, geb. Limberg, verheiratet.

## Werke
- The Kaiser's Speeches, forming a Character Portrait of Emperor William II. Harper & Brothers, New York und London 1903 (Digitalisat)
- America, Asia and the Pacific, with special reference to the Russo-Japanese war and its results. Holt, New York 1904 (Digitalisat)
- Russia, her Strength and her Weakness. G.P. Putnam’s Sons, New York und London 1904 (Digitalisat)
- Germany. The Welding of a World Power. Doubleday, New York 1905 (Digitalisat)
- Austria-Hungary: The Polyglot Empire. Frederick A. Stokes Company, New York 1917 (Digitalisat)

### Übersetzungen
- Fritz Oswald Bilse: A Little Garrison. A Realistic Novel of German Army Life of To-Day (Aus einer kleinen Garnison). F. A. Stokes, New York 1904 (Digitalisat)
- Gottfried Keller: Seldwyla Folks. Three Singular Tales. Auszug aus Die Leute von Seldwyla. Brentano, New York 1919. (Digitalisat)
- Lorenzo Marroquín: Pax (Peace) (mit Isaac Goldberg). Brentano, New York 1920 (Digitalisat)